# Стара љубав
Стара љубав је дебитантски студијски албум Банета Мојићевића, првог победника такмичења Звезде Гранда. Издат је 2005. године за Гранд продакшн. Продуцент је био Жика Јакшић, а на албуму су радили Кики Лесендрић, Марина Туцаковић и Бане Опачић. На албуму се налази и дует са Славицом Ћуктераш.

## Списак песама
| №  | Назив          | Текст             | Музика               | Трајање |  |
| 1. | Стара љубав    | Елвир Узуновић    | Елвир Узуновић       | 3:11    |  |
| 2. | Ослободи ме    | Марина Туцаковић  | Ромарио (композитор) | 3:04    |  |
| 3. | Руже           | Јелена Трифуновић | Драгомир Трифуновић  | 3:11    |  |
| 4. | Неизлечиво     | Бане Опачић       | Бане Опачић          | 3:39    |  |
| 5. | Воли ме        | Марина Туцаковић  | Перица Здравковић    | 2:44    |  |
| 6. | Краљице снежна | Бане Опачић       | Бане Опачић          | 3:38    |  |
| 7. | Црна жено      | Мирсо Чомага      | Мирсо Чомага         | 2:52    |  |
| 8. | Остави ме      | Елвир Узуновић    | Елвир Узуновић       | 4:13    |  |